# Flangia
La flangia o briglia è un pezzo meccanico destinato ad un accoppiamento non permanente di altri pezzi mediante viti o bulloni.
L'insieme di un tubo delimitato dalle flange (esse comprese) viene denominato "spool".

## Definizione generica

Tipica ruota flangiata e rotaia per tram (a sinistra) e ferrovia

Una flangia è un colmo, un labbro o un bordo sporgente, esterno o interno, che serve ad aumentare la resistenza (come l'ala di una trave di ferro come una trave a L o a T); per un facile fissaggio / trasferimento della forza di contatto con un altro oggetto (come la flangia all'estremità di un tubo, un cilindro a vapore, ecc. o sull'attacco dell'obiettivo di una fotocamera); o per stabilizzare e guidare i movimenti di una macchina o di sue parti (come la flangia interna di una ruota ferroviaria o di tram, che impedisce alle ruote di spostarsi dai binari).
Il termine "flangia" viene utilizzato anche per un tipo di strumento utilizzato per formare flange.

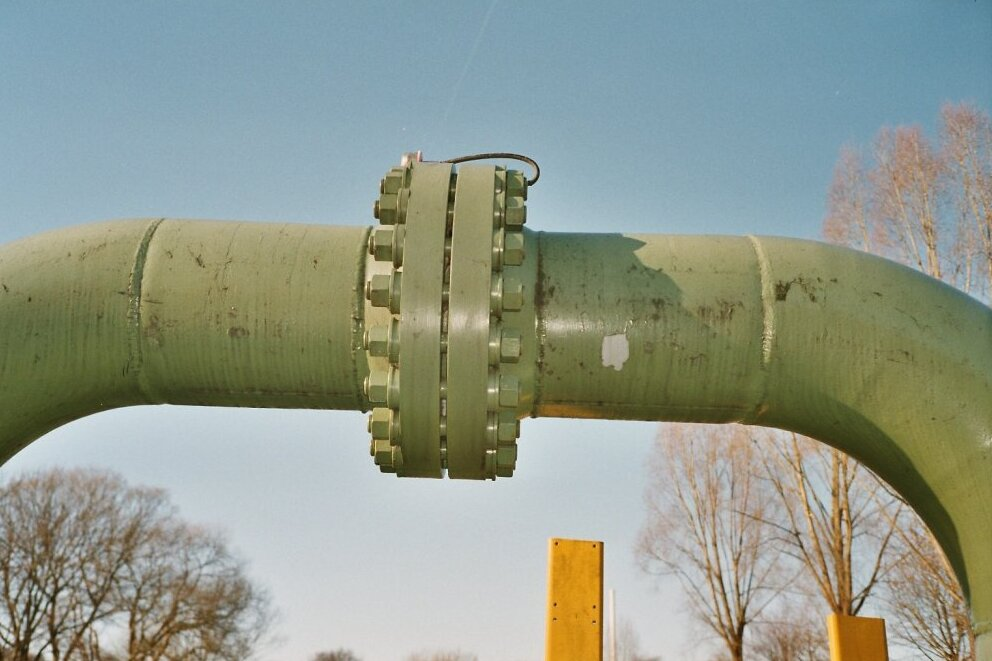
Accoppiamento a flange per tubi ad alta pressione. In corrispondenza dell'accoppiamento tra le flange compare un filo attaccato ai tiranti: esso ha la funzione di annullare il potenziale elettrico esistente tra le due flange, in modo da evitare la generazione di correnti galvaniche.

## Classificazione
Le flange possono essere classificate:
Relativamente alla superficie di tenuta
- piane (flat face)
- a gradino (raised face)
- a guarnizione metallica con sezione ottagonale o ellittica (ring joint)
- a incameratura semplice (grooved)
- a incameratura doppia (tongue and groove)

Relativamente al sistema di fissaggio al tubo
- a saldare a sovrapposizione (slip-on)
- a saldare di testa (welding neck)
- a saldare a tasca (socket weld)
- con anello d'appoggio (lap-joint e swivel)
- filettate (threaded)
- cieche (blind)

Oltre che per il tipo di finiture, un altro modo per classificare le flange è il "rating", che dipende dalle dimensioni e dalla massima pressione ammissibile. Alcuni tipi di rating sono: ANSI 150, ANSI 300, ANSI 600, ANSI 900, ANSI 1500, ANSI 2500, PN 10, PN 16, PN 25, PN 40, PN 64, PN 100, PN 160 e PN 250.

## Normalizzazione
Le flange per uso idraulico sono state oggetto di normalizzazione già dal XIX secolo. Nel tempo, si è adottato un sistema relativamente semplice per la normalizzazione, per il quale le flange sono classificate in base alla pressione nominale, ossia alla pressione che l'accoppiamento flangiato può sopportare in piena sicurezza a temperatura ambiente. Come per altre normalizzazioni idrauliche, vi sono altre forme di classificazione, per casi particolari; ma la stragrande maggioranza delle flange oggi in uso segue una di queste normalizzazioni:
- ANSI/ASME B16.5 e B16.47 - In uso negli USA e in genere nell'industria del petrolio
- EN 1514 - In uso nel resto del mondo.